# Amravati
Coordonate: 20° 56′ N, 77° 45′ E
Amravati este un oraș în India.